# Elisa Ducoli
Elisa Ducoli (9 de junio de 2001) es una deportista de Italia que compite en atletismo. Ganó una medalla de bronce en el Campeonato Europeo de Atletismo Sub-20 de 2019, en la prueba de 3000 m.